# ダンエレクトロ・59-DC
59-DC はダンエレクトロのエレクトリックギター。DCはダブルカッタウェイ (Double Cutaway) の意味である。1958年から1959年に作られたスタンダード・ショートホーンモデル（ジミー・ペイジが使用した3021等）の復刻版として1998年から2001年に59-DCと59-DC PROが、2007年には「'59 Dano」として発表された。2つの“リップスティック”ピックアップ、「コークボトルスタイル」ヘッド、セミホロウボディ、アシカ型のピックガード、2つのスイッチ付きノブを持つ。
59-DC PROは59-DCと同様のギターだが、ナチュラル塗装のネックとヘッド、調整可能なクロームスチールブリッジ（59-DCはローズウッドのサドル）を持つ。'59 Danoではピックアップや回路の更新が行なわれた。

## 使用アーティスト
- シド・バレット （ピンク・フロイド） - 初期によく使用していた。
- ジミー・ペイジ （レッド・ツェッペリン） -「カシミール」、「ブラック・マウンテン・サイド」、「ホワイト・サマー」「死にかけて」のライヴで使用。
- エリック・クラプトン - ブラインド・フェイス時代にサイケデリックペイントされた物を使用。
- トム・ウェイツ - アルバム『オーファンズ』やシングル「ライ・トゥ・ミー」のプロモーションビデオで使用風景を見ることが出来る。
- マーク・ノップラー （ダイアー・ストレイツ）
- 越智志帆（Superfly） - シングル『Hi-Five』のビデオ・クリップや、シングル『How Do I Survive?』のジャケット写真やビデオ・クリップ、レコーディングで使用。
- 岸田繁（くるり）